# Operation Flashpoint: Red River
Operation Flashpoint: Red River é um jogo de computador de tiro em primeira pessoa, desenvolvido e publicado pela Codemasters. Lançado para PlayStation3, Windows e Xbox.